# ハビ・グラシア
ハビ・グラシア（Javi Gracia）こと、ハビエル・グラシア・カルロス（Javier Gracia Carlos, 1970年5月1日 - ）は、スペイン・ナバラ州パンプローナ出身の元サッカー選手。サッカー指導者。

## 選手時代
1989年にアスレティック・ビルバオ傘下のビルバオ・アスレティックでプロデビューし、3シーズン所属。1992–93シーズンは、UEリェイダでプレー。全38試合に出場し12得点を記録。チームはセグンダ・ディビシオンで優勝し、1993-94シーズンのプリメーラ・ディビシオン昇格に貢献した。
その後はレアル・ソシエダやレアル・バリャドリードでプレー。1999年にセグンダ・ディビシオンに降格していたビジャレアルCFと契約。チームは1999–2000シーズンを3位で終え、1年でトップリーグに復帰を果たし、2002-03シーズン途中までプレーした。
2003年2月、コルドバCFに移籍。2003-04シーズンまでプレーした後引退し、指導者に転身。 トップリーグでは通算229試合に出場し、17得点を記録した。

## 指導者歴
2004年からビジャレアルのユースチームで監督業を開始。2006-07シーズン途中からはセグンダ・ディビシオンBポンテベドラCFの監督を2007–08シーズン終了まで務めた。
2008–09シーズンからは同じくセグンダ・ディビシオンBのカディスCFを務めるも、2009–10シーズン途中で解任。2010–11シーズンはビジャレアルのBチームで監督を務めた。
2011-12シーズンはギリシャ・スーパーリーグで監督を務め、その後はUDアルメリア、CAオサスナの監督を務める。
2014年5月30日、マラガCFの監督に就任。2シーズン監督を務め、トップリーグ残留に導いた。
2016–17シーズンはロシア・プレミアリーグのFCルビン・カザンの監督を務めるも、同シーズンリーグ9位に終わり、1年で退任。
2018年1月21日、解任されたマルコ・シウバ前監督の後任として、プレミアリーグのワトフォードFCの監督に就任した。2018-19年度のプレミアリーグで8月に30年ぶりの開幕4連勝の好成績でプレミアリーグ8月のプレミアリーグ月間最優秀監督に選ばれた。
2019年9月7日、成績不振により解任された。
2020年7月27日、バレンシアCFの監督に就任したことが発表。しかし、主力大量放出の煽りを受け、2020-21シーズンは下位に低迷。残留争いを巻き込まれるなど苦戦を強いられる事になり、2021年5月3日に解任された。
2021年12月8日、カタール・スターズリーグのアル・サッドと1年契約を結んだことを発表した。リーグ戦では、前任のシャビ・エルナンデスが率いた前シーズンに引き続き2季連続の無敗優勝を達成したが、2022年6月17日、フアン・マヌエル・リージョの監督就任に伴い監督を退任した。
2023年2月21日、解任されたジェシー・マーシュ前監督の後任として、プレミアリーグのリーズ・ユナイテッドの監督に就任した。しかし12試合で3勝にとどまり、残留争いの直接対決であるボーンマス戦を4-1で落とすと5月3日にサム・アラダイスの監督就任発表と同時に解任された。在籍期間はわずか70日であった。

## 監督成績
2022年9月10日現在
| クラブ                 | 国               | 就任           | 退任          | 記録 | 記録 | 記録 | 記録 | 記録   |
| クラブ                 | 国               | 就任           | 退任          | 試   | 勝   | 分   | 敗   | 勝率   |
| ---------------------- | ---------------- | -------------- | ------------- | ---- | ---- | ---- | ---- | ------ |
| ポンテベドラ           | スペインの旗     | 2007年3月23日  | 2008年6月30日 | 57   | 28   | 19   | 10   | 049.12 |
| カディス               | スペインの旗     | 2008年7月11日  | 2010年1月9日  | 63   | 30   | 16   | 17   | 047.62 |
| ビジャレアル B         | スペインの旗     | 2010年6月24日  | 2011年5月12日 | 38   | 14   | 5    | 19   | 036.84 |
| オリンピアコス・ヴォル | ギリシャの旗     | 2011年6月7日   | 2011年8月24日 | 4    | 3    | 1    | 0    | 075.00 |
| ケルキラ               | ギリシャの旗     | 2011年11月14日 | 2012年3月28日 | 21   | 7    | 4    | 10   | 033.33 |
| アルメリア             | スペインの旗     | 2012年6月12日  | 2013年6月28日 | 50   | 28   | 9    | 13   | 056.00 |
| オサスナ               | スペインの旗     | 2013年9月4日   | 2014年5月30日 | 39   | 10   | 11   | 18   | 025.64 |
| マラガ                 | スペインの旗     | 2014年5月30日  | 2016年5月24日 | 84   | 28   | 22   | 34   | 033.33 |
| ルビン・カザン         | ロシアの旗       | 2016年5月27日  | 2017年6月8日  | 34   | 13   | 8    | 13   | 038.24 |
| ワトフォード           | イングランドの旗 | 2018年1月21日  | 2019年9月7日  | 66   | 25   | 13   | 28   | 037.88 |
| バレンシア             | スペインの旗     | 2020年7月27日  | 2021年5月3日  | 38   | 11   | 12   | 15   | 028.95 |
| アル・サッド           | カタールの旗     | 2021年12月7日  | 2022年6月15日 | 22   | 16   | 2    | 4    | 072.73 |
| 合計                   | 合計             | 合計           | 合計          | 514  | 211  | 122  | 181  | 041.05 |

## タイトル

### 選手時代
UEリェイダ
- セグンダ・ディビシオン：1回（1992-93）

### 指導者時代
ポンテベドラCF
- セグンダ・ディビシオンB：1回（2006-07）

カディスCF
- セグンダ・ディビシオンB：1回（2008-09）

個人
- プレミアリーグ月間最優秀監督：2018年8月